# Pablo Berger
Pour les articles homonymes, voir Berger (homonymie).
Pablo Berger est scénariste, réalisateur et producteur espagnol,  né à Bilbao en 1963.

## Biographie
Né à Bilbao en 1963, Pablo Berger vient du clip et de la publicité. Il fait ses débuts au cinéma en 1988 avec le court-métrage Mamá. Les prix remportés lui permettent d'obtenir une bourse en 1990, et de suivre un master de réalisation cinématographique à la Tisch School of the Arts de New York. Pendant son séjour aux États-Unis, il dirige le court-métrage Truth and Beauty, nommé aux Emmy Awards. Il donne des cours à New York, Princeton, Yale ou encore Cambridge, puis rentre en Espagne.

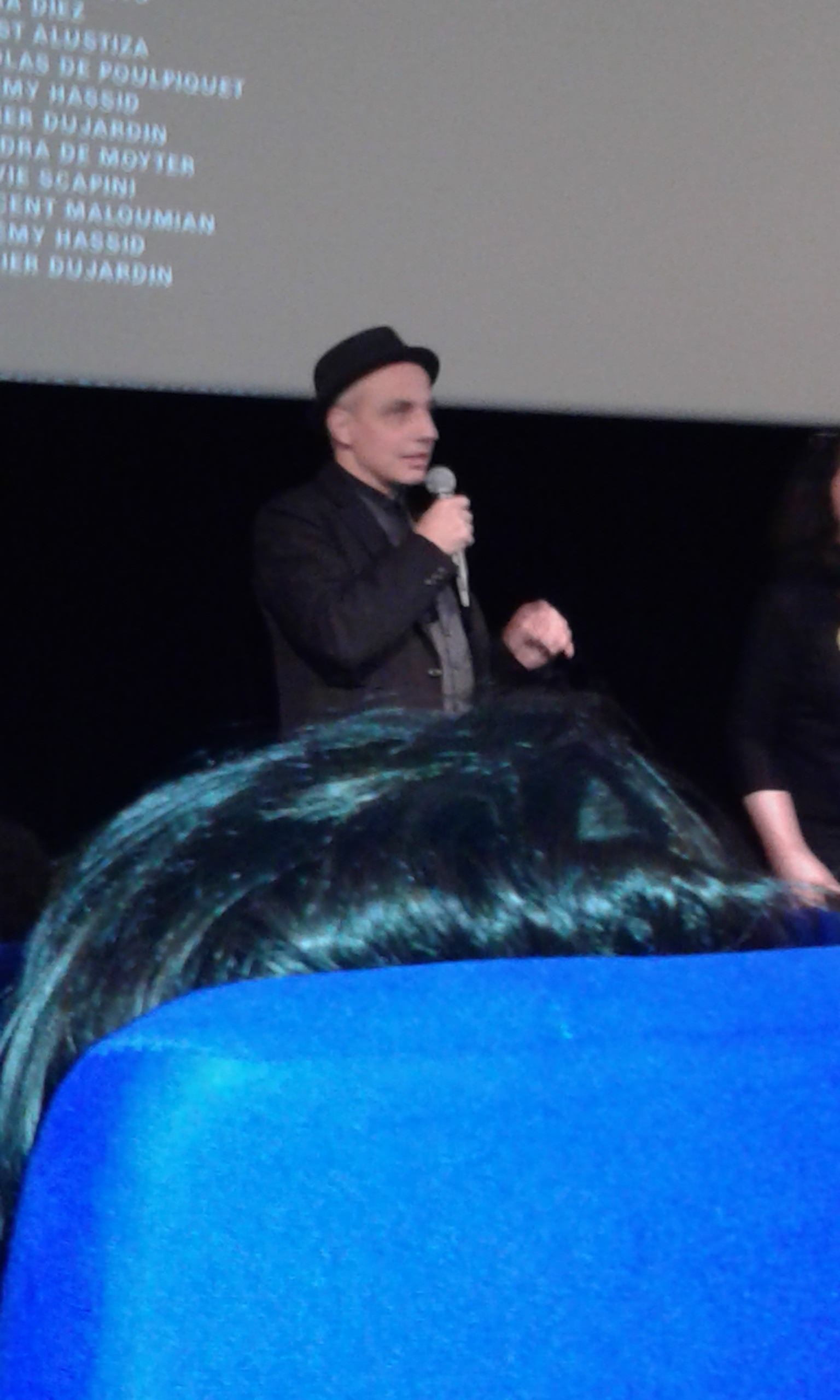
Pablo Berger à l'avant-première de son film Abracadabra à Lyon en 2018

Il réalise son premier long métrage en 2003, Torremolinos 73, qui évoque l'atmosphère puritaine de la fin des années franquistes et remporte un grand succès dans de nombreux festivals internationaux. Son deuxième film, Blancanieves, tourné en noir et blanc et muet, n'arrivera que huit ans plus tard. Un travail qui lui rapportera entre autres dix prix Goya en 2013, y compris celui du meilleur film. En 2017 sort Abracadabra.

## Filmographie
- 1988 : Mama (court métrage)
- 2003 : Torremolinos 73
- 2012 : Blancanieves
- 2017 : Abracadabra
- 2023 : Mon ami robot (Robot Dreams)

## Distinctions

### Récompenses
- Festival de Saint-Sébastien 2012 : Prix spécial du jury pour Blancanieves
- Festival international du film de Palm Springs 2013 : Cine Latino Award pour Blancanieves
- Goyas 2013 : meilleur film et meilleur scénario original pour Blancanieves
- Festival international du film de Carthagène 2013 : Prix spécial du jury pour Blancanieves
- Festival international du film de Dublin 2013: Prix spécial du jury pour Blancanieves
- Ministère de l'Éducation, de la Culture et des Sports espagnol : Médaille d'or du mérite des beaux-arts 2023 [2]
- Festival international du film d'animation d'Annecy 2023 : Grand prix Contrechamp pour Mon ami robot
- Prix du cinéma européen 2023 : meilleur film d'animation pour Mon ami robot
- Prix Gaudí 2024 : meilleur film d'animation et meilleure musique pour Mon ami robot
- Goyas 2024 : meilleur film d'animation et meilleur scénario adapté pour Mon ami robot

### Nominations
- Goyas 2013 : Prix Goya du meilleur réalisateur pour Blancanieves
- Oscars 2024 : Meilleur film d'animation pour Mon ami robot
- Prix Gaudí 2024 : meilleur film d'animation, meilleur scénario adapté, meilleure musique pour Mon ami robot
- Goyas 2024 : meilleur montage et meilleure musique originale pour Mon ami robot